# 电子数据系统

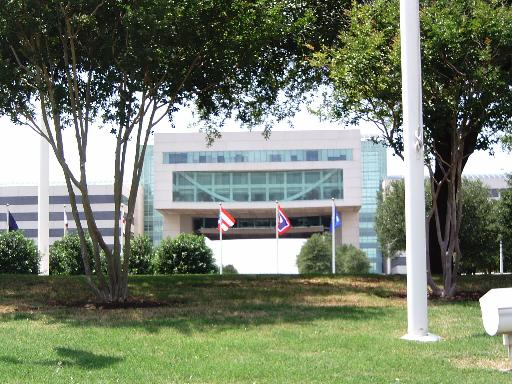
EDS總公司

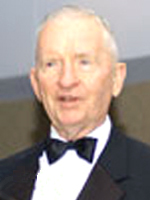
罗斯·佩罗

电子数据系统公司（英文：Electronic Data Systems Corporation；縮寫：EDS），是一个美国的全球信息技术服务公司，

## 历史
1962年由罗斯·佩罗创建，总部位于得克萨斯州普莱诺。1984年，电子数据系统被通用汽车併购。1996年，电子数据系统重新成为独立公司。2000年，电子数据系统是个发布在58个国家，雇员逾128,000人，财政收入达192亿美元的大公司。通用汽车是EDS的最大独立客户，仅次于占有全部合同22%的美国政府。电子数据系统42%的合同来自美国以外。
EDS曾获得了美国的军方合同。2000年，他们完成了价值90亿美元的在海军与海军陆战队之间建立起因特网连接的合同。这就是美国海军陆战队內聯網的起源。EDS还获得了一些在阿富汗与科威特的21世纪战争的附加合同。
2008年5月，惠普公司以139億美元收購EDS。2008年8月，惠普完成所有併購程序，正式接管电子数据系统，並開始了电子数据系统與惠普服務事業部門（HP Services）的整合。
2015年，惠普公司將企業產品服務的業務，拆到一家新的公司，名為慧與科技（HPE）。
2016年5月25日，慧與科技分拆旗下企業服務部門（HP Services），與Computer Sciences Corp.(CSC)電腦系統諮詢公司合併，創立一間年收入260億美元的資訊科技服務供應商。這項交易預期將給惠普企業股東帶來85億美元所得，其中包括新公司50%的股份、15億美元股息，並承擔25億美元債務和其它負債。 惠普企業分拆的服務業務包括惠普2008年以139億美元收購的電子數據系統。

## 外部連結
- EDS首頁 （页面存档备份，存于）
- 惠普官方網站對EDS併購案的說明